# Dorrer Glacier
Dorrer Glacier är en glaciär i Antarktis. Den ligger i Östantarktis. Nya Zeeland gör anspråk på området. Dorrer Glacier ligger 742 meter över havet.
Terrängen runt Dorrer Glacier är varierad. Trakten är obefolkad. Det finns inga samhällen i närheten. 